# Cees van Cuilenborg
Cees van Cuilenborg (Delft, december 1942) is een Nederlands sportjournalist.
Van Cuilenborg is een getogen Rotterdammer, die in de jeugd bij Sparta voetbalde en één oefenduel in het eerste mee deed. Als tiener, met het landskampioenteam van 1959.
Als honkballer promoveerde hij met Neptunus naar de hoofdklasse, het hoogste nationale niveau. Korte stop Van Cuilenborg werd bij Neptunus gekozen tot meest waardevolle speler.
Van Cuilenborg was vervolgens twintig jaar lang, in de bloeitijd van het weekblad, hoofdredacteur van Voetbal International. Hij werkte er bijna 40 jaar. 
Cees van Cuilenborg hield als een van de eersten in Nederland lezersonderzoeken en stemde daar de inhoud van zijn blad op af. 
In 1996 werd Cees van Cuilenborg als opvolger van John Linse tevens hoofdredacteur van Sport International. 
Vanaf 2004 was hij editorial director en parttime-adviseur van de directie.
Van Cuilenborg is president van ESM, een samenwerkingsverband tussen Europese sportbladen. 
ESM organiseert onder meer de uitreiking van de Gouden Schoen, die wordt uitgereikt aan de topscorer van Europa.
Hij was verder lid van de Raad van Commissarissen van Sparta en lid van de taskforce van de UEFA.
Van Cuilenborg ontving in 2015, uit handen van burgemeester Aboutaleb, een koninklijke onderscheiding in het stadhuis van Rotterdam voor zijn verdiensten.
Cees van Cuilenborg is de vader van NOS en SBS6-sportpresentator en videomaker Edward van Cuilenborg